# Il bacillo dell'amore
Il bacillo dell'amore (Ich küsse Ihre Hand, Madame) è un film muto e sonoro del 1929 diretto da Robert Land.

## Trama
Jacques è un nobile russo che, senza un soldo, deve lavorare come cameriere per poter tirare avanti. Nel locale parigino dove lavora, il giovanotto è coccolato da tutte le eleganti signore che lo frequentano. Quando conosce Laurence, una giovane signora appena divorziata, Jacques si presenta a quella deliziosa ragazza con il suo vero nome. Lei però scopre che lui è un cameriere e, credendo di essere stata presa in giro, lo ritiene un imbroglione. Così si mette a civettare sotto ai suoi occhi con un tipo che la corteggia. Non contenta, con una scusa, giunge al punto di farlo licenziare quando lui non accetta una mancia spropositata. Dopo aver saputo che Jacques è un vero conte, la giovane va a cercarlo per chiedere il suo perdono.

## Produzione
Il film fu prodotto dalla Super-Film GmbH di Berlino. Le riprese ebbero luogo a Parigi dal dicembre 1928 al gennaio 1929.

## Distribuzione
Distribuito dalla Deutsche Lichtspiel-Syndikat (DLS), il film fu presentato in prima a Berlino il 17 gennaio 1929 con il titolo originale Ich küsse Ihre Hand, Madame. In Italia, con il titolo Il bacillo dell'amore cui fu aggiunto anche il titolo alternativo Disinganno, il film fu distribuito in una versione di 2.043 metri dalla Gaumont Aubert nel luglio 1931 con visto di censura 26621.